# David MacMillan (chimico)
Sir David William Cross MacMillan (Bellshill, 16 marzo 1968) è un chimico britannico naturalizzato statunitense.
Il 6 ottobre 2021 gli viene assegnato il premio Nobel per la chimica, insieme al tedesco Benjamin List, "per lo sviluppo dell'organocatalisi asimmetrica".

## Visita in Brasile
Nell'aprile 2024, David MacMillan era in Brasile per eventi presso l'Università statale di Rio de Janeiro e l'Università di San Paolo. A Rio, MacMillan ha chiesto di visitare il quartier generale del generale Severiano, originario di Botafogo, ed è stato ricevuto dal consiglio di amministrazione del Club.